# Sawica (Szczytno)
Sawica (deutsch Sawitzmühle, 1938 bis 1945 Heidmühle) ist ein Ort in der polnischen Woiwodschaft Ermland-Masuren und gehört zur Gmina Szczytno (Landgemeinde Ortelsburg) im Powiat Szczycieński (Kreis Ortelsburg).

## Geographische Lage
Sawica am Sawitzsee (1938 bis 1945 Heidsee, polnisch Jezioro Sawica, auch: Sazica bzw. Sazickie Jezioro) liegt in der südlichen Mitte der Woiwodschaft Ermland-Masuren. Durch den Ort fließt der Heidbach (polnisch Saska). Bis zur Kreisstadt Szczytno (deutsch Ortelsburg) sind es sieben Kilometer in östlicher Richtung.

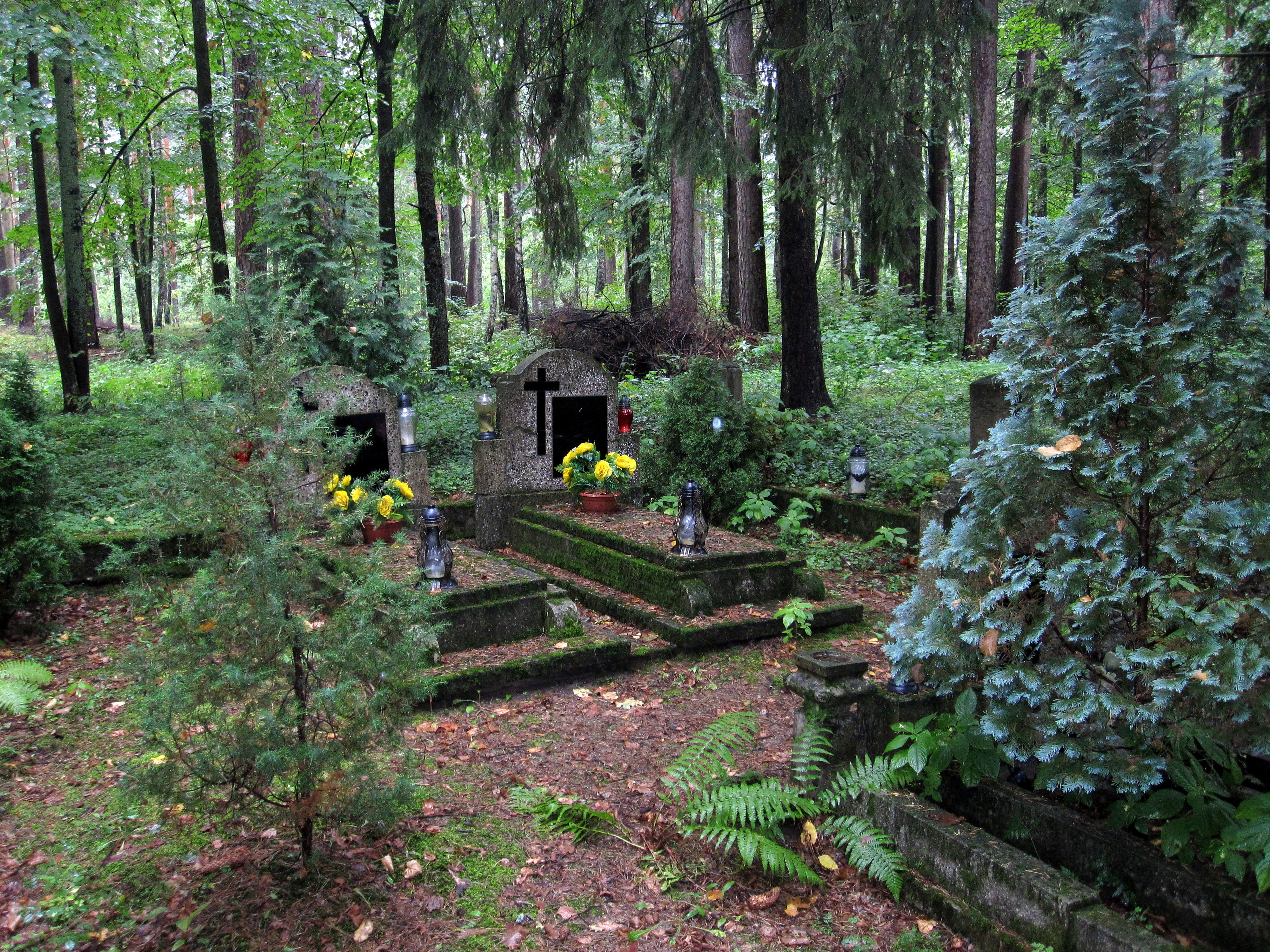
Grabstellen auf dem Friedhof in Sawica/Sawitzmühle

## Geschichte
Das einstige Sawitzmühle bestand aus einer Wassermühle und einem mittelgroßen Hof. Der Ort wurde 1753 gegründet, seine Besitzer waren Jakob Krzykowski, später auch Wilhelm Krzykowski.
Im Jahre 1874 wurde Sawitzmühle in den Amtsbezirk Corpellen im ostpreußischen Kreis Ortelsburg eingegliedert und kam 1908 zum Gutsbezirk Corpellen, Forst. Am 1. April 1931 wurde Sawitzmühle nach Seedanzig (polnisch Sędańsk) eingemeindet.
Aus politisch-ideologischen Gründen der Abwehr fremdländisch klingender Ortsnamen wurde Sawitzmühle am 3. Juni – amtlich bestätigt am 16. Juli – 1938 in „Heidmühle“ umbenannt.
1945 kam der Ort in Kriegsfolge mit dem gesamten südlichen Ostpreußen zu Polen und erhielt die polnische Namensform „Sawica“. Heute ist er eine Ortschaft im Verbund der Landgemeinde Szczytno (Ortelsburg) im Powiat Szczycieński (Kreis Ortelsburg), bis 1998 der Woiwodschaft Olsztyn, seither der Woiwodschaft Ermland-Masuren zugehörig.

## Kirche
Vor 1945 war Sawitzmühle resp. Heidmühle in die evangelische Kirche Neuhof (Kreis Neidenburg) in der Kirchenprovinz Ostpreußen der Kirche der Altpreußischen Union sowie in die römisch-katholische Kirche Ortelsburg im Bistum Ermland eingepfarrt. Die kirchliche Bindung an die Kreisstadt besteht für Sawica jetzt evangelischerseits: der Ort gehört zur evangelischen Kirche Szczytno in der Diözese Masuren der Evangelisch-Augsburgischen Kirche in Polen, außerdem zur katholischen Pfarrei in Nowy Dwór im Erzbistum Ermland.

## Verkehr
Sawica liegt verkehrsgünstig an der Landesstraße 58, die von Olsztynek (Hohenstein) durch die südliche Woiwodschaft Ermland-Masuren bis in die Woiwodschaft Masowien führt. Mit den Nachbarorten Sędańsk (Seedanzig) und Jurgi (Georgensguth) ist der Ort auf Nebenstraßenebene verbunden. Eine Anbindung an den Bahnverkehr besteht nicht.